# 伊尔卡伊·京多安
伊尔卡伊·京多安（土耳其語：İlkay Gündoğan，發音：[ilˈkaj ˈɟyndoan]；1990年10月24日—），出生于盖尔森基兴，是一名土耳其裔德國職業足球員，司職中場。目前效力於英超俱樂部曼城，曾是2011/12赛季帮助多特蒙德获得德甲及德国杯双冠王的主力中场。曾擔任德国国家足球队隊長，於2024年8月20日從國家隊退役，亦是自2024年歐洲盃後第三位宣布從德國國家隊退役的球員。

## 俱樂部

### 曼城
2016年6月2日，京多安与英超球队曼城签订了一份为期四年的合同，估计费用为2000万英镑。他是俱乐部在前拜仁慕尼黑主教练瓜迪奥拉手下的第一笔签约。9月14日，他在欧洲冠军联赛小组赛主场对阵门兴格拉德巴赫的比赛中首次出场，这是四个月以来的第一次。曼城以4-0获胜，他赢得了一个点球，由阿圭罗主罚。三天后，在曼城体育场对阵伯恩茅斯的比赛中，京多安首发并以右脚低射得分，4-0获胜。2016年10月29日，在山楂树球场对阵西布罗姆维奇的比赛中，他打进一球，并助攻阿圭罗打进一球。在欧洲冠军联赛小组赛中，他在主场对阵巴塞罗那的比赛中以3-1获胜，继续他的状态。
12月14日，在英超联赛对阵沃特福德的比赛中，京多安在第44分钟因膝盖韧带损伤被替换下场。后来证实京多安的右膝十字韧带撕裂，将错过本赛季剩余时间。
2017年9月16日，京多安在9个月内首次代表曼城出场，在球队6-0战胜沃特福德的英超联赛中替补出场。三个月后，他在4-1战胜托特纳姆热刺的比赛中，由萨内助攻，打进了本赛季的第一个进球，为曼城取得领先。2018年2月13日，当曼城在欧洲冠军联赛第十六轮的客场比赛中以4-0击溃巴塞尔俱乐部时，他在每个半场都有一个进球。3月4日，他在主场1-0战胜切尔西的比赛中创造了两项英超传球纪录：单场最多传球尝试（174次）和最多传球完成（167次）；这两项纪录的前持有人是他的俱乐部队友亚亚·图雷，他在2011年12月对斯托克城的比赛中完成了168次传球中的157次。
2019年8月，他与曼城签订了一份为期四年的新合同 。
2020年12月15日，他在主场1-1战平西布朗的比赛中打进了本赛季的第一个英超进球。2021年2月7日，他在客场4-1战胜利物浦的联赛中打进一球，为曼城赢得了2003年以来在安菲尔德的首场胜利。
2021年2月12日，京多安因1月份的出色表现而获得英超月度最佳球员。2021年3月12日，他连续第二个月获得英超月度最佳球员，在5场比赛中打入4球并有1次助攻。他成为曼城第一个为俱乐部连续获奖的球员。他以13个进球成为曼城本赛季英超联赛的最高进球者。
2022年5月22日，京多安在2021-22赛季最后一天3-2战胜阿斯顿维拉的比赛中打进两球，使曼城成为2021-22赛季英超联赛冠军。
2022年8月15日，京多安獲隊友投票接任費蘭甸奴成為曼城俱乐部队长。2023年5月6日，他在主場對里茲聯梅開二度；5月14日，又在作客艾佛頓時貢獻2球1助攻，包含一記絕妙的倒射與一記自由球處刑。最終幫助曼城取得球季冠軍。6月3日，在足總盃決賽的曼徹斯特德比中，京多安於開賽12秒後凌空遠射進球，成為英格蘭足總盃史上最快的決賽進球，之後他又貢獻另一記凌空遠射，使曼城奪得當屆足總盃，他也獲選成為該場賽事最佳球員。6月10日，曼城在歐冠決賽擊敗國際米蘭，京多安以隊長身分舉起「大耳朵盃」，曼城在他的隊長任內成為三冠王。

## 國家隊生涯
2011年10月11日，京多安在杜塞爾多夫水星娱乐竞技场舉行的2012年歐洲足球錦標賽外圍賽中，德國隊以3-1戰勝比利時國家足球隊，他在最後六分鐘替補隊長菲利普·拉姆上場，首次代表德国国家足球队出場。
2024年8月20日，京多安宣布從德國國家足球隊退役。

## 技術風格
儘管常為傷患所困，京多安仍以視野、領袖風範與運動家風度著稱，是世界最佳中場之一。
京多安早年擔任邊中場。多特蒙德領隊尤爾根·克洛普評價他「聰敏且具競爭性，有多種優勢」「願意學習」「態度優秀」「兼具創造力與傑出的傳球能力，防守永不疲乏」，並安排他擔任拖後組織核心的樞紐角色。京多安自評：「邊中場不是我的強項，我覺得自己在防守中場或正中場都能踢得不錯，我也相信自己能擔任組織核心。」
效力曼城期間，京多安擔任過不同的中場角色，包含控球中場與無鋒陣的攻擊手。雖然創造力不如隊友驚人，並非球隊的重點射手或助攻手，但他能利用跑動為隊友打開空間，在關鍵時刻可以插上進球，並具有持球控制比賽節奏的重要功能。

## 荣誉
多特蒙德
- 德甲联赛冠軍：2011-12
- 德国足协杯冠軍：2011-12
- 德國超級盃冠軍：2013、2014

 曼城
- 英超冠軍：2017-18、2018-19、2020-21、2021-22、2022-23[20]
- 英格蘭足總盃冠軍：2018-19[21]、2022-23[22]
- 英格蘭聯賽盃冠軍：2017-18、2018-19[23]、2019-20[24]、2020-21
- 英格蘭社區盾：2018、2019
- 欧洲冠军联赛冠軍：2022–23[25]